# トライアンフ・オア・アゴニー
『トライアンフ・オア・アゴニー』(Triumph or Agony)は2006年に発売されたイタリアのパワーメタルバンド、ラプソディー・オブ・ファイアの6thアルバム。

## 解説
- 前作『シンフォニー・オブ・エンチャンテッド・ランズ II』より新たに始まった「ダーク・シークレット・サーガ」の第二章。
- Rhapsody Of Fire名義での初めてのアルバム。

## 収録曲
1. ダー・クノー - Dar Kunor
2. トライアンフ・オア・アゴニー - Triumph or Agony
3. ハート・オブ・ザ・ダークランズ - Heart of the Darklands
4. オールド・エイジ・オブ・ワンダーズ - Old Age of Wonders
5. ザ・ミス・オブ・ザ・ホーリー・ソード - The Myth of the Holy Sword
6. イル・カント・デル・ヴェント -Il Canto Del Vento
7. サイレント・ドリーム - Silent Dream
8. ブラッディ・レッド・ダンジョンズ - Bloody Red Dungeons
9. サン・オブ・ペイン - Son of Pain
10. ザ・ミスティック・プロフェシー・オブ・ザ・デーモンナイト - The Mystic Prophecy of the Demonknight
I. A New Saga Begins
II. Through the Portals of Agony
III. The Black Order
IV. Nekron's Bloody Rhymes
V. Escape from Horror
11. ダーク・レイン・オブ・ファイア - Dark Reign of Fire
I. Winter Dawn's Theme
12. ア・ニュー・サーガ・ビギンズ（シングル・エディット） - A New Saga Begins (Single Edit) ※
13. ディフェンダーズ・オブ・ガイア - Defenders of Gaia ※
14. サン・オブ・ペイン（イタリアン・ヴァージョン） - Son of Pain (Italian Version) ※

※日本盤ボーナス・トラック
※海外限定盤
1. Defenders of Gaia
2. A New Saga Begins

※イタリア限定盤
1. Defenders of Gaia
2. A New Saga Begins
3. Son of Pain (Italian Version)

※フランス限定盤
1. Defenders of Gaia
2. A New Saga Begins
3. Son of Pain (French Version)

## メンバー
- Fabio Lione - vocals
- Luca Turilli - guitars
- Alex Staropoli - keyboards
- Patrice Guers - bass
- Alex Holzwarth - drums